# Objazda (Ustka)
Objazda (deutsch Wobesde, kasch. Òbjazda, slowinz. Vɵbjãzdă) ist ein Dorf im Nordwesten der polnischen Woiwodschaft Pommern. Es gehört zur Landgemeinde Ustka (Stolpmünde) im Powiat Słupski (Kreis Stolp).

## Geographische Lage
Das Kirchdorf liegt in Hinterpommern, südwestlich des Garder Sees, etwa 16 Kilometer nördlich von Stolp und zwölf Kilometer ostnordöstlich von Stolpmünde.

## Geschichte

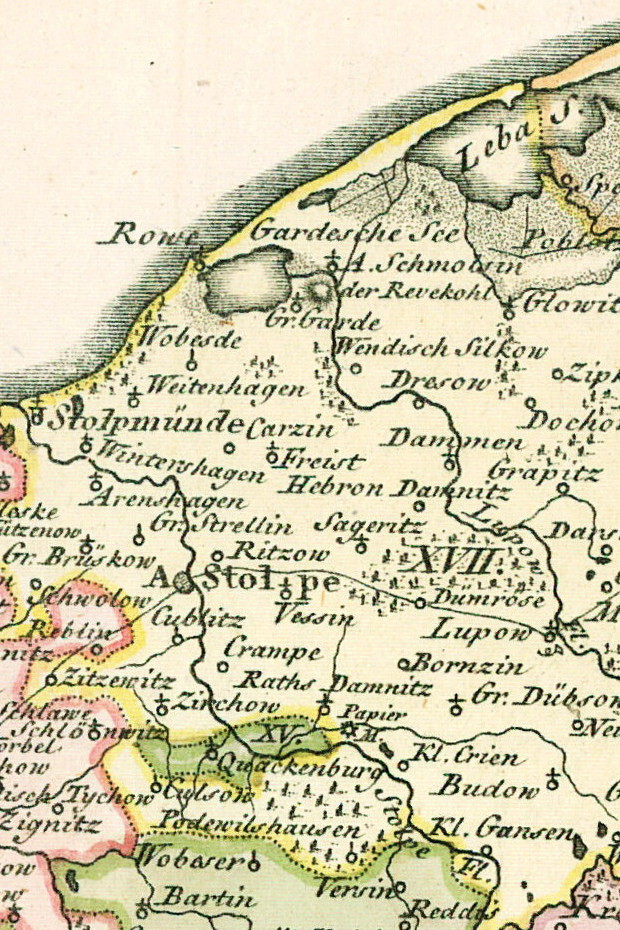
Wobesde, nördlich der Stadt Stolp (früher Stolpe geschrieben), nordöstlich von Stolpmünde an der Ostsee und südwestlich des Garder Sees, auf einer Landkarte von 1794.

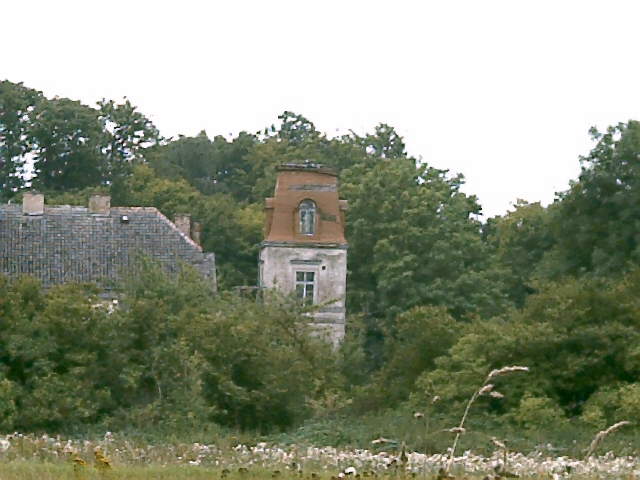
Ruine des ehemaligen Gutshauses Wobesde (2005)

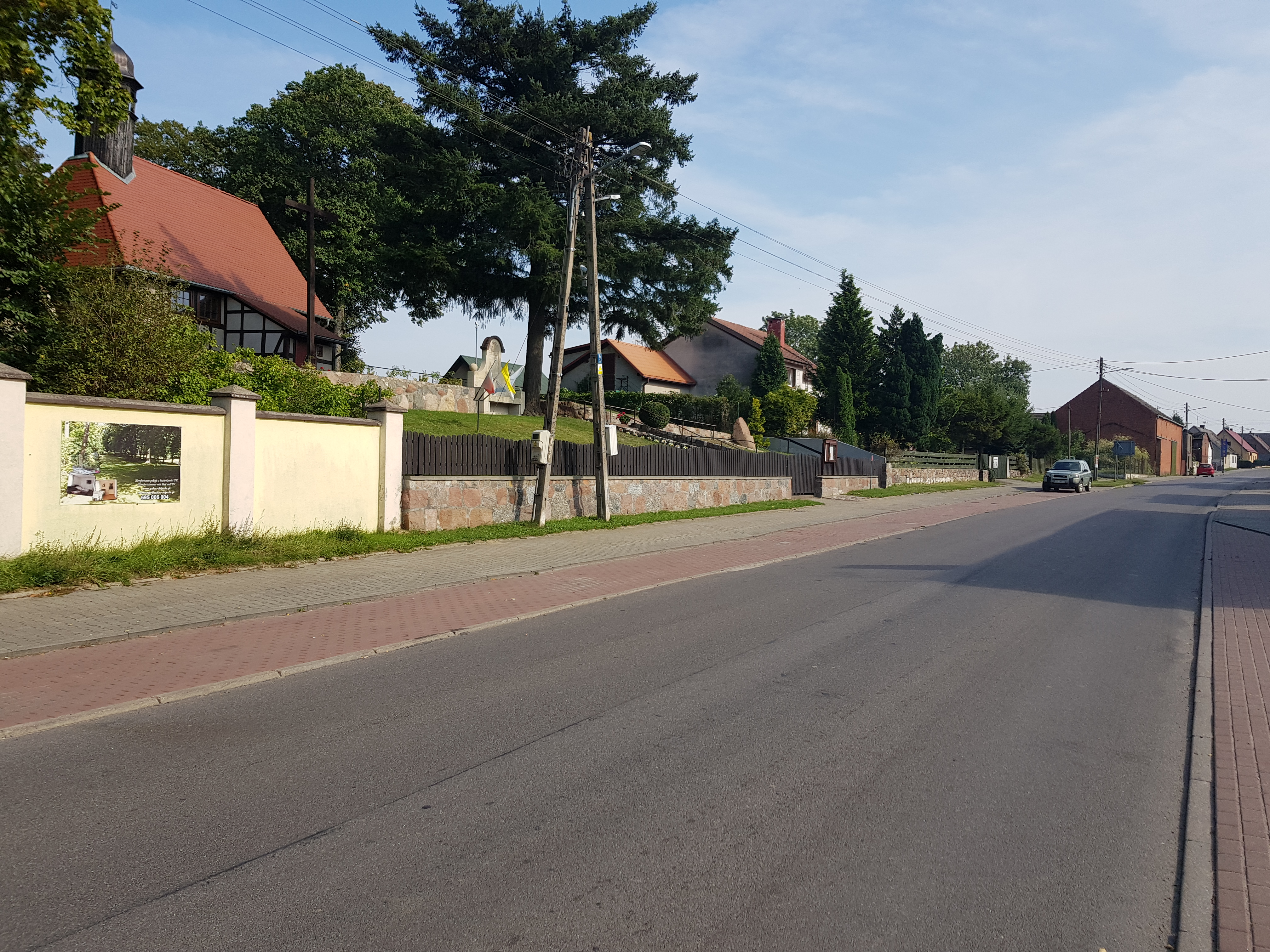
Dorfstraße mit Kirche (2020)

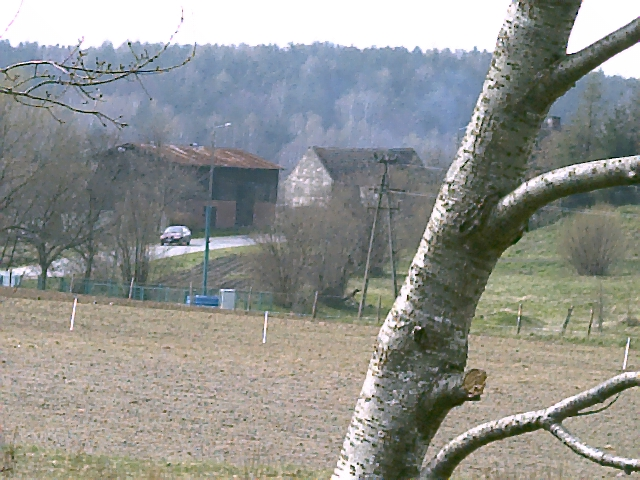
Häuser am Ortsausgang (2005)

Wobesde war in älterer Zeit ein Rittergut.
Historische Namensformen sind Obesda (1281), Wobasdo (1294) oder auch Wobest. Der historischen Dorfform nach war das ehemalige Gutsdorf ein kleines Gassendorf. Schon 1281 wird es in einer Urkunde genannt, mit der Herzog Mestwin II. von Pommerellen dem Kloster Belbuck den Zehnten der villa Obesda überwies.
Wobesde war die Heimat der Familien Zarnow, Natzmer und Bandemer. Nach dem Erlöschen des Geschlechts der Zarnow wurde Antonius von Natzmer mit Wobesde belehnt. Von dieser Familie ging das Gut 1780 auf den Major Jakob George von Bandemer über.
Um 1784 gab es in Wobesde ein Vorwerk, sieben Bauern, sechs Halbbauern, einen Schulmeister und innerhalb der Gemarkung eine Wassermühle – bei insgesamt 25 Feuerstellen. Im 19. Jahrhundert wechselte Wobesde häufig den Besitzer. Um 1820 ging es in den Besitz des Karl Graf von Schlieffen in Berlin über. Dieser verkaufte das Gut an den Grafen von Krockow, der es 1838 bereits wieder an den Oberamtmann Eugen Kutscher weiterveräußerste. Unter dessen Sohn Ernst entstand 1895 bis 1897 ein neues Wohnhaus. Nach dem Tode dessen Sohnes Erich ging der Besitz auf die Witwe Käte Kutscher geb. von Ehlert – als letzte Besitzerin auf Objazda – über.
Am 1. April 1927 hatte das Gut Wobesde eine Flächengröße von 1568 Hektar, und am 16. Juni 1925 hatte der Gutsbezirk 418 Einwohner. Am 30. September 1928 wurde der Gutsbezirk Wobesde in die Landgemeinde Wobesde eingegliedert.
Anfang der 1930er Jahre hatte die  Landgemeinde Wobesde eine Flächengröße von 20,5 km². Innerhalb der Gemeindegrenzen standen insgesamt 87 bewohnte Wohnhäuser an sieben verschiedenen Wohnstätten:
1. Alte Mühle
2. Alte Ziegelei
3. Alter Sandkrug
4. Erlenhof
5. Louisenbusch
6. Neuer Sandkrug
7. Wobesde

Im Jahre 1910 zählte Wobesde 771 Einwohner. Ihre Zahl betrug 1933 noch 745 und stieg bis 1939 auf 991. 
Der Handel und das Handwerk in Wobesde waren vor 1945 umfangreich. Hier sind zu nennen: die Gambiner Viehverwertungsgenossenschaft mit Sitz in Wobesde, der Bäcker O. Lemm,
die Fleischer Karl Hopp und Ernst Ness, der Gasthof Carl Pawelke, die Gemischtwarenhandlungen Wilhelm Leck, Meta Radtke und Paul Rennhak, der Kartoffelflockentrocknungsbetrieb der Witwe Kutscher, die Mühlen 
Hch. Damaschke und Witwe Lietzke, das Dampfsägewerk Wilhelm Milczewski, die Schmieden Krause und Carl Marz, der Schneider Hermann Milz, der Schuhmacher W. Döring, die Stellmacher Wilhelm Habbeck, Willy Kottwitz und E. Schulz und die Tischler K. Klück, Erich Scheunemann und Walter Scheunemann.
Bis 1945 bildete Wobesde eine Landgemeinde im Landkreis Stolp im Regierungsbezirk Köslin der preußischen Provinz Pommern des Deutschen Reichs. Wobesde war Sitz des Amts- und Standesamtsbezirks Wobesde, in den auch die Gemeinden Rowen und Schönwalde eingegliedert waren.
Am 8. März 1945 wurde Wobesde von sowjetischen Truppen besetzt. Weil der Ort im sowjetischen Sperrbezirk an der Ostsee lag, mussten die Bewohner für drei Wochen das Dorf verlassen und in der Umgebung Unterkunft suchen. Nach Beendigung der Kampfhandlungen wurde die Region zusammen mit ganz Hinterpommern seitens der sowjetischen Besatzungsmacht der Volksrepublik Polen zur Verwaltung überlassen. Im August 1945 kamen polnische Milizsoldaten in das und quartierten polnische Familien in die Häuser und Wohnungen ein. Wobesde wurde unter der polonisierten Ortsbezeichnung ‚Objazda‘ verwaltet. Im August 1947 wurden die Wobesder von der polnischen Administration aus ihrem Heimatort vertrieben.
Der Ort ist heute ein Teil der Gmina Ustka im Powiat Słupski in der Woiwodschaft Pommern (1975 bis 1998 Woiwodschaft Słupsk). In das Schulzenamt ist auch der Ort Bałamątek (Alte Mühle) eingegliedert.
Im Ort leben jetzt mehr als 900 Einwohner.

## Religion

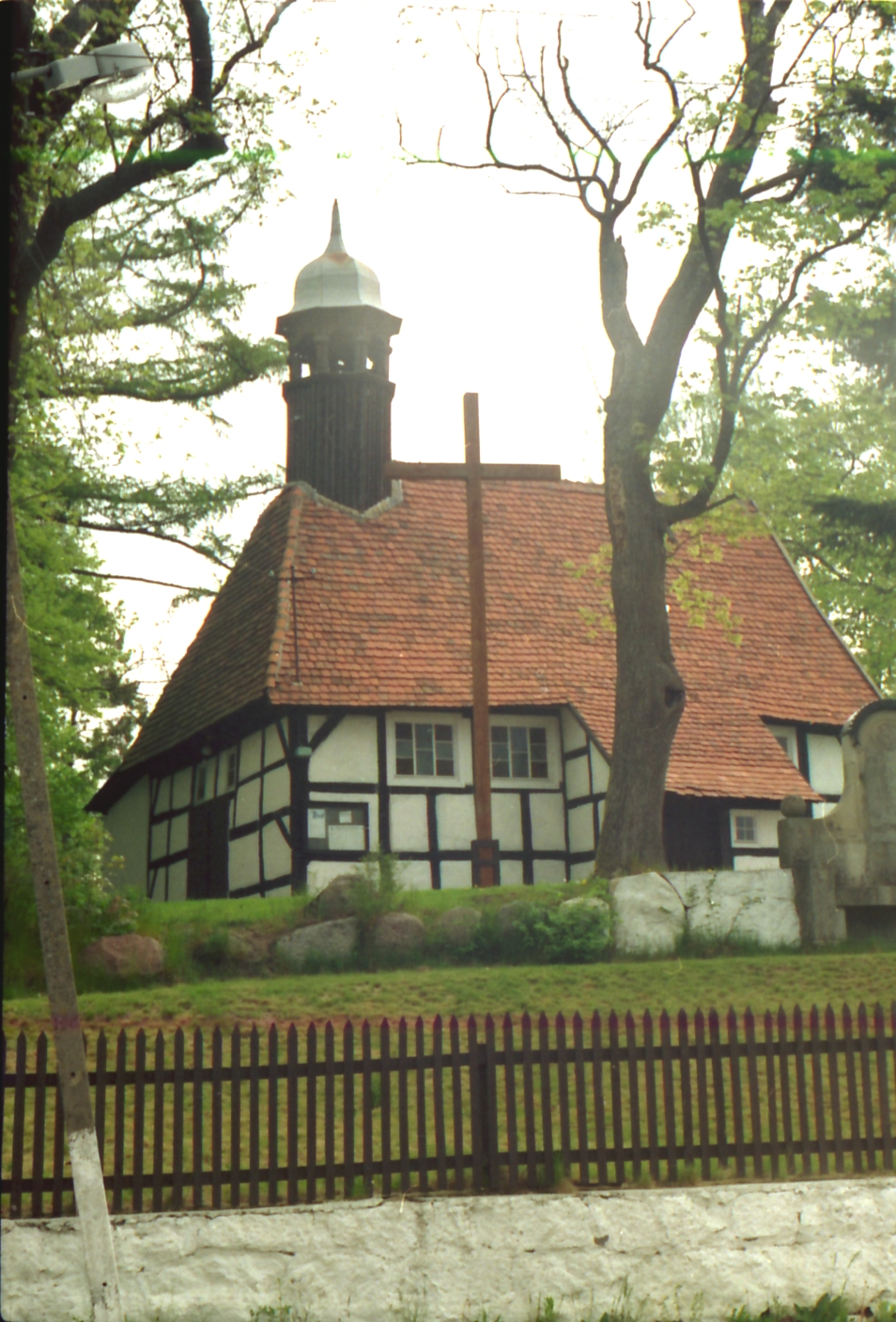
Dorfkirche (2003), bis 1945 Gotteshaus der evangelischen Gemeinde Wobesde

### Dorfkirche
Die Dorfkirche steht auf einer kleinen Anhöhe. Es handelt sich um ein schlichtes Fachwerkgebäude, dessen Mauern allerdings massiv ergänzt worden sind. Auf dem Dach ist ein achteckiger Dachreiter mit Haube und Wetterfahne angebracht. Letztere trug vor 1945 die Jahreszahl 1606.
Das bisher evangelische Gotteshaus wurde 1945 von der polnischen Administration zugunsten der polnischen katholischen Kirche zwangsenteignet und vom polnischen katholischen Klerus ‚neu geweiht‘.

### Kirchengemeinde/Pfarrei bis 1945
Bereits 1590 wurde Wobesde als Filialkirche von Rowe genannt. Das evangelische Kirchspiel Rowe mit den eingepfarrten Orten Klein Rowe, Schönwalde und Alte Mühle  gehörte zum Kirchenkreis Stolp-Altstadt im Ostsprengel der Kirchenprovinz Pommern der Kirche der Altpreußischen Union. Der Bestand an Kirchenbüchern reichte bis 1702 zurück.
Im Jahre 1921 wurde die Verlegung des Pfarrsitzes von Rowe nach Wobesde diskutiert, da Wobesde zentraler lag und außerdem Sitz des Amts- und Standesamtsbezirks war. Obwohl diese Verlegung kirchenamtlich angeordnet wurde, scheiterte das Vorhaben in Ermangelung eines Pfarrhauses, dessen Bau wegen hoher Kosten immer wieder verschoben wurde.

### Weltanschauungsgruppen bis 1945
Zur geschichtlichen Entwicklung von Wobesde gehört die starke Ausbreitung einer Sekte um die Wende zum 20. Jahrhundert. Ihre zentrale Figur war der „Prophet“ Toberer, der aus der Schweiz kam. Viele Wobeser wandten sich dieser religiösen Gruppierung zu, die jedoch nicht dauerhaft Fuß fassen konnte.
Nur zwei Jahrzehnte später kamen die Lehrgedanken der Mormonen in das Dorf, die auch wieder eine rasche Ausbreitung fanden. Auch diese Gruppierung konnte nicht dauerhaft Fuß fassen. Aber immerhin gab es 1925 neben acht Bewohnern katholischer Konfession in Wobesde sechzehn Angehörige der anderen Gruppierungen.

### Polnisches Kirchspiel seit 1945
Die seit 1945 und Vertreibung der einheimischen Dorfbewohner anwesende polnische Einwohnerschaft ist überwiegend katholisch. 
Der Ort ist Sitz der katholischen Pfarrei Objazda, in die die Filialkirche Rowy (Rowe) mit den übrigen bisher nach Rowy eingepfarrten Orten eingegliedert wurde. Objazda ist dem Dekanat Główczyce (Glowitz) im Bistum Pelplin der Katholischen Kirche in Polen zugeordnet. Hier lebende evangelische Kirchenglieder gehören jetzt zur Kreuzkirchengemeinde in Stolp in der Diözese Pommern-Großpolen der Evangelisch-Augsburgischen Kirche in Polen.

## Schule
Über die Gründung einer Schule in Wobesde gibt es keine Unterlagen. Aber bereits 1707 wird der Küster Paul Kotz als Pate genannt, woraus auf ihn als Lehrer im Ort zu schließen ist. Um 1784 wird ein Schulmeister genannt.
Ein zweites Schulhaus wird in Wobesde bereits 1786 gebaut, 1852 wurde ein Neubau erforderlich. In seiner alten Form blieb er bis 1931 erhalten. Dann entstand ein neues Schulgebäude, in dem 1932 zwei Lehrer in drei Klassen 119 Schulkinder unterrichteten.
Einer der bekanntesten Lehrer in Wobesde war Theodor Scharnofske, der über 35 Jahre lang die Schule geleitet hat und im Jahre 1930 verstarb. 1924 wurde Paul Scharnofske Lehrer, 1928 folgte ihm Karl Maske.

## Persönlichkeit des Ortes
- Wilhelm Kutscher (1876–1962), deutscher Verwaltungsjurist, u. a. Landrat des Kreises Lauenburg in Pommern, Regierungspräsident im niedersächsischen Regierungsbezirk Hildesheim.

## Verkehr
Der Ort liegt an einer Nebenstraße, die den Verkehr von Stolpmünde und auch von der Kreisstadt Stolp kommend weiter bis in das Ostseedorf Rowy führt.
Ein direkter Bahnanschluss besteht seit 1945 nicht mehr. Bis dahin hatte das Dorf zwei Bahnstationen (Wobesde und Wobesde Gut, polnisch: Objazda Majątek) an der Bahnstrecke Stolpmünde-Gabel-Stolp der Stolper Bahnen. Der nächste Bahnhof ist heute der im 15 Kilometer entfernten Stolpmünde an der Bahnstrecke Piła–Ustka (Schneidemühl-Stolpmünde) der Polnischen Staatsbahn.